# Tomáš Doležal (lední hokejista)
Tomáš Doležal (* 29. září 1990, Jyväskylä) je český lední hokejista hrající na pozici útočníka. Je jedním ze synů někdejšího československého reprezentanta Jiřího Doležala st.  Momentálně působí v klubu HC Tábor.
Svá dorostenecká a juniorská léta strávil v týmu HC Slavia Praha. Prošel si i mládežnickými reprezentačními výběry. Poprvé byl v ročníku 2006/2007 nominován do reprezentace U17. O rok později pomáhal již v U18 při úspěšném mistrovství divize 1, po kterém národní tým postoupil zpět mezi elitní kategorii. V ročníku 2009/2010 reprezentoval na mistrovství světa juniorů v Kanadě.
V sezóně 2009/2010 ale vedle juniorských utkání za Slavii odehrál již i první utkání za muže, konkrétně za Havlíčkův Brod. Během následující sezóny vedle juniorů Slavie odehrál utkání i za muže Slavie a dále za Beroun a Litoměřice. Ročník 2012/2013 nastoupil v utkáních jak mužů Slavie, tak posléze též Berouna. Část dalších dvou sezón strávil ve Slavii a v Litoměřicích. Od ročníku 2015/2016 hrál v první hokejové lize v barvách Slavie. Zde na začátku listopadu 2015 skončil a pokračoval v týmu HC Verva Litvínov. V listopadu 2017 přišel na měsíční hostování s opcí, která mu byla uplatněna, do konce sezóny do prvoligového Přerova. V Přerově zůstal do roku 2024, než zamířil do týmu HC Tábor.

## Statistiky
| Sezóna    | Klub                  | Soutěž    | Z  | G  | A  | B  |
| --------- | --------------------- | --------- | -- | -- | -- | -- |
| 2009/10   | HC Havlíčkův Brod     | 1. liga   | 13 | 0  | 1  | 1  |
| 2010/11   | HC Slavia Praha       | Extraliga | 1  | 0  | 0  | 0  |
| 2010/11   | HC Litoměřice         | 1. liga   | 20 | 1  | 1  | 2  |
| 2010/11   | HC Berounštní Medvědi | 1. liga   | 13 | 0  | 1  | 1  |
| 2011/12   | HC Berounštní Medvědi | 1. liga   | 57 | 12 | 10 | 22 |
| 2012/13   | HC Slavia Praha       | Extraliga | 2  | 0  | 0  | 0  |
| 2012/13   | HC Berounštní Medvědi | 1. liga   | 61 | 19 | 21 | 40 |
| 2013/14   | HC Slavia Praha       | Extraliga | 30 | 3  | 1  | 4  |
| 2013/14   | HC Litoměřice         | 1. liga   | 14 | 6  | 3  | 9  |
| 2014/15   | HC Slavia Praha       | Extraliga | 29 | 2  | 3  | 5  |
| 2014/15   | HC Litoměřice         | 1. liga   | 30 | 0  | 6  | 6  |
| 2015/16   | HC Slavia Praha       | 1. liga   | 19 | 2  | 4  | 6  |
| 2015/16   | HC Most               | 1. liga   | 26 | 6  | 7  | 13 |
| 2015/16   | HC Verva Litvínov     | Extraliga | 1  | 0  | 0  | 0  |
| 2016/17   | HC Verva Litvínov     | Extraliga | 5  | 0  | 0  | 0  |
| 2016/17   | HC Most               | 1. liga   | 18 | 2  | 8  | 10 |
| 2017/18   | HC Kobra Praha        | 2. liga   | 10 | 6  | 9  | 15 |
| 2017/18   | HC Zubr Přerov        | 1. liga   | 22 | 4  | 8  | 12 |
| 2018/2019 | HC Zubr Přerov        | 1. liga   | 56 | 10 | 16 | 26 |
| 2019/2020 | HC Zubr Přerov        | 1. liga   | 24 | 2  | 13 | 15 |

Z - zápasy, G - góly, A - asistence, B - body
Započítány jsou zápasy v základní části i v play off v dané sezóně.
Aktuální k 5. prosinci 2019